# Oliver Martin (Snowboarder)
Oliver Martin (* 15. Juni 2008) ist ein US-amerikanischer Snowboarder. Er startet in den Disziplinen Slopestyle und Big Air.

## Werdegang
Martin startete in der Saison 2021/22 erstmals im Nor-Am Cup und belegte bei den Juniorenweltmeisterschaften 2023 in Cardrona den 36. Platz im Slopestyle sowie den 17. Rang im Big Air. Im folgenden Jahr wurde er bei den Olympischen Jugend-Winterspielen in Gangwon Fünfter im Slopestyle und gewann im Big Air die Silbermedaille. Zu Beginn der Saison 2024/25 nahm er in Cardrona erstmals am Snowboard-Weltcup teil und errang dort den 49. Platz im Slopestyle. Im weiteren Saisonverlauf holte er im Slopestyle in Calgary seinen ersten Weltcupsieg und kam damit auf den 18. Platz im Park & Pipe-Weltcup sowie auf den zehnten Rang im Slopestyle-Weltcup. Zudem wurde er mit zwei Podestplatzierungen Dritter in der Slopestyle/Big-Air-Wertung des Nor-Am-Cups. Beim Saisonhöhepunkt, Weltmeisterschaften 2025 in Engadin, holte er im Slopestyle und im Big Air jeweils die Bronzemedaille.

## Erfolge

### Snowboard-Weltmeisterschaften
- 2025 Engadin: 3. Platz Slopestyle, 3. Platz Big Air

### Weltcupsiege und Weltcup-Gesamtplatzierungen

#### Weltcupsiege
| Nr. | Datum            | Ort     | Disziplin  |
| --- | ---------------- | ------- | ---------- |
| 1.  | 22. Februar 2025 | Calgary | Slopestyle |

#### Weltcup-Gesamtplatzierungen
| Saison  | Park & Pipe | Park & Pipe | Slopestyle | Slopestyle | Big Air | Big Air |
| Saison  | Punkte      | Platz       | Punkte     | Platz      | Punkte  | Platz   |
| ------- | ----------- | ----------- | ---------- | ---------- | ------- | ------- |
| 2024/25 | 176         | 18.         | 100        | 10.        | 76      | 17.     |

### Weitere Erfolge
- Snowboard-Juniorenweltmeisterschaften 2023: 17. Platz Big Air, 36. Platz Slopestyle
- Olympische Jugend-Winterspiele 2024: 2. Platz Big Air, 5. Platz Slopestyle